# Sledge Hammer (Bobbejaanland)
De Sledge Hammer (Nederlands: moker) is een attractie van het type Giant Frisbee in het Belgische attractiepark Bobbejaanland en staat in het themagebied Land of Legends.

## Geschiedenis
De attractie werd in 2004 gebouwd door het Duitse HUSS Park Attractions. De maximale snelheid bedraagt 110 km/u. Met zijn 30 m (in rusttoestand) is het de tweede hoogste attractie in Bobbejaanland, na de nieuwe achtbaan Fury. De capaciteit bedraagt 50 personen per rit en 1000 personen per uur. De gondel maakt een maximale hoek van 120 graden en bereikt een maximale hoogte van 42 meter. De maximale g-kracht bedraagt -0,5 g tot +4,5 g. De personen moeten minimaal 1,30 meter lang zijn om gebruik te mogen maken van de attractie.
In 2010 was de attractie gesloten, omdat de onderhoudskosten het budget van dat jaar zouden overschrijden.

## Aankoop
Bobbejaanland had initieel niet de intentie om Sledge Hammer aan te kopen wegens de aankoop van Thrillenium Ride. Omwille van contractbreuk en het latere faillissement van attractiebouwer Leisure Industry Service werd deze attractie niet opgeleverd. Daar de funderingen reeds voorzien waren, ging Bobbejaanland op zoek naar een vervangende attractie. Mits kleine aanpassingen aan die fundering kon Sledge Hammer op diezelfde plaats worden gebouwd.
Afbeeldingen